# Ginés Morata Pérez
Ginés Morata Pérez (castellà: Ginés Morata)  (Rioja, 19 d'abril de 1945) és un biòleg espanyol.

## Biografia
Va néixer el 1945 a la població de Rioja. Inicià els seus estudis de biologia a la Universitat Complutense de Madrid l'any 1968, aconseguint el doctorat el 1973.
El 1975 es convertí en científic del Consell Superior d'Investigacions Científiques (CSIC), esdevenint successivament vicedirector de l'Institut de Biologia Molecular el 1986, vicedirector del Centre de Biologia Molecular CSIC-Universitat Autònoma de Madrid el 1989, director del Centre de Biologia Molecular el 1990. Des de l'any 2006 és president del Consell de Participació del Parc Nacional de Doñana.

## Recerca científica
La seva carrera se centra en l'especialitat de biologia del desenvolupament, concretament en l'estudi de l'arquitectura biològica de la mosca Drosophila melanogaster. Mitjançant l'estudi genètic d'aquesta espècie intenta estudiar la regeneració d'òrgans en humans pel tractament dels càncers i l'envelliment humà.
L'any 2002 fou guardonat amb el Premi Nacional d'Investigació Santiago Ramón y Cajal per la caracterització funcional de gens reguladors en el desenvolupament embrionari. L'any 2007 fou guardonat amb el Premi Príncep d'Astúries d'Investigació Científica i Tècnica, juntament amb el biòleg anglès Peter Lawrence. El 2013 va rebre el Premi Nacional de Genètica atorgat per la Societat Espanyola de Genètica.